# Jean Labouderie
Œuvres principales
- Le Christianisme de Montaigne (1819)
- Le Livre de Ruth traduction occitane

L’abbé Jean Labouderie (né le 13 février 1776 à Chalinargues, mort le 2 mai 1849) ou Johan Labodaria en occitan, est un orientaliste et un écrivain de langue occitane originaire d'Auvergne.
Il a publié dans de nombreux dialectes occitans, qui vont de l'auvergnat jusqu'au limousin des Charentes en passant par le languedocien et sa variante aurillacoise.

## Parcours littéraire
Il est l’auteur de la traduction en occitan de plusieurs livres de la Bible, en particulier du Livre de Ruth et de la Parabole de l'enfant prodigue. Pour ce dernier texte, il donne plusieurs versions. La plus importante étant La parabòla de l’enfant prodigue en orlhagués, c'est-à-dire dans « l’idiome de la paroisse de Chalinargues » en aurillacois. Il en a aussi fait d'autres traductions dans les parlers occitans de Saint-Amant-Tallende, et en dialectes occitans auvergnat et limousin des départements de la Charente, Haute-Vienne, Puy-de-Dôme et Cantal. Cette dernière version étant synoptique, pour permettre des comparaisons.
Il était prédicateur en titre de Notre-Dame de Paris, membre résidant de la Société des antiquaires de France (de 1823 à 1840) et de l’Académie de Rouen avec Pierre Fontanier.

## Biographie
Il fut successivement prêtre assermenté sous la Révolution, vicaire à Langeac au début du Concordat, étudiant à Paris à partir de 1804, vicaire bibliophile et érudit à Notre-Dame de Paris à partir de 1811, abbé philosophe et gallican sous la Restauration, où ce n'était plus de mode, infirme des suites d’une crise d'apoplexie à partir de 1838.
À la fin de sa vie, il fut vicaire général d’Avignon et chanoine de Saint-Flour.
Son appartenance à la Rose-Croix explique peut-être sa fascination pour les langues orientales anciennes, dans lesquelles il croit voir une source de la langue occitane.

## Œuvres
- Lettre de S. Vincent de Paul au cardinal de La Rochefoucauld, sur l’état de dépravation de l’abbaye de Longchamps. En latin, avec la traduction française et des notes, par J. L.
- Christianisme de Montaigne, ou Pensées de ce grand homme sur la religion. Précédé de la préface de la Théologie naturelle de Raymond de Sebonde et suivi de la lettre de Montaigne sur la mort de La Boétie, 1819 (réédition en 2009)
- Robinson Crusoé, traduction en espagnol, Madrid, 1850.
- Discours prononcé à Notre-Dame le 14 juin 1815 pour le baptême de Joseph-Marie-Louis-Jean Wolf, juif converti, 1818, Paris, 19 p.
- Panégyrique De Saint Louis, Roi De France, Prononcé Le 25 aout 1824, Paris, 1824, 63 p.
- Lettres de M. (Jean-Didier) de Saint-Martin évêque de Caradre, vicaire apostolique du Su-Tchuein (1773-1781), à Ses Père Et Mère Et à Son Frère, Religieux Bénédictin, Paris, 1821, 525 p
- Lettres inédites de M. de Fénelon, archevêque de Cambrai, extraites des archives de Rome, 1823